# Edosa
Edosa is een geslacht van vlinders van de familie echte motten (Tineidae), uit de onderfamilie Perissomasticinae.

## Soorten
- E. abathra (Meyrick, 1920)
- E. amseli (Petersen & Gaedike, 1982)
- E. anisoxantha (Diakonoff, 1955)
- E. audens (Meyrick, 1921)
- E. balanosema (Meyrick, 1893)
- E. caerulipennis (Erschoff, 1874)
- E. caradjella (Zagulajev, 1964)
- E. citrocoma (Meyrick, 1924)
- E. crassivalva (Gozmány, 1968)
- E. cymopelta (Meyrick, 1925)
- E. darjeelingella (Zagulajev, 1964)
- E. effulgens (Gozmány, 1965)
- E. enchrista (Meyrick, 1917)
- E. endroedyi (Gozmány, 1966)
- E. ensigera (Gozmány, 1966)
- E. eurycera (Diakonoff, 1967)
- E. exhausta (Meyrick, 1917)
- E. fraudulens (Rosenstock, 1885)
- E. fuscoviolacella (Ragonot, 1895)
- E. glabrella (Walker, 1863)
- E. griseella (Robinson, 1985)
- E. gypsoptera (Gozmány, 1968)
- E. haplodora (Meyrick, 1917)
- E. hemichrysella Walker, 1866
- E. hemilampra (Diakonoff, 1967)
- E. hemisema (Lower, 1903)
- E. hypocritica (Meyrick, 1893)
- E. idiochroa (Lower, 1918)
- E. irruptella (Walker, 1864)
- E. isocharis (Meyrick, 1930)
- E. isopela (Meyrick, 1917)
- E. lardatella (Lederer, 1858)
- E. leucastis (Meyrick, 1908)
- E. liomorpha (Meyrick, 1894)
- E. lissochlora (Meyrick, 1921)
- E. luteola (Petersen, 1959)
- E. malthacopis (Meyrick, 1936)
- E. melanostoma (Meyrick, 1908)
- E. meliphanes (Meyrick, 1893)
- E. montanata (Gozmány, 1968)
- E. namakwana Mey, 2011
- E. nesocharis (Meyrick, 1928)
- E. nestoria (Meyrick, 1910)

- E. nigralba (Gozmány, 1968)
- E. ochracea (Meyrick, 1893)
- E. ochranthes (Meyrick, 1893)
- E. opsigona (Meyrick, 1911)
- E. oratrix (Meyrick, 1913)
- E. orphnodes (Meyrick, 1911)
- E. paghmanella (Petersen, 1973)
- E. perinipha (Gozmány, 1968)
- E. perseverans (Meyrick, 1926)
- E. philbyi (Robinson, 1985)
- E. phlegethon (Gozmány, 1968)
- E. platyntis (Meyrick, 1894)
- E. platyphaea (Meyrick, 1926)
- E. porphyrophaes (Turner, 1917)
- E. powelli (Robinson, 1985)
- E. purella (Walker, 1863)
- E. purpurascens (Diakonoff, 1967)
- E. pygmaeana (Petersen, 1959)
- E. pyriata (Meyrick, 1917)
- E. pyroceps (Gozmány, 1967)
- E. pyrochra (Gozmány, 1965)
- E. rhodesica (Gozmány, 1967)
- E. robustella (Walker, 1863)
- E. sacerdos (Walsingham, 1885)
- E. sanctifica (Meyrick, 1921)
- E. splendens (Petersen, 1973)
- E. strepsineura (Meyrick, 1926)
- E. subochraceella (Walsingham, 1886)
- E. synaema (Meyrick, 1905)
- E. talantias (Meyrick, 1893)
- E. torrifacta (Gozmány, 1965)
- E. trita (Meyrick, 1925)
- E. tyrannica (Meyrick, 1893)
- E. violacella (Rebel, 1893)
- E. xerxes (Petersen & Gaedike, 1984)
- E. xystidophora (Meyrick, 1893)